# Iglesia ortodoxa de Finlandia

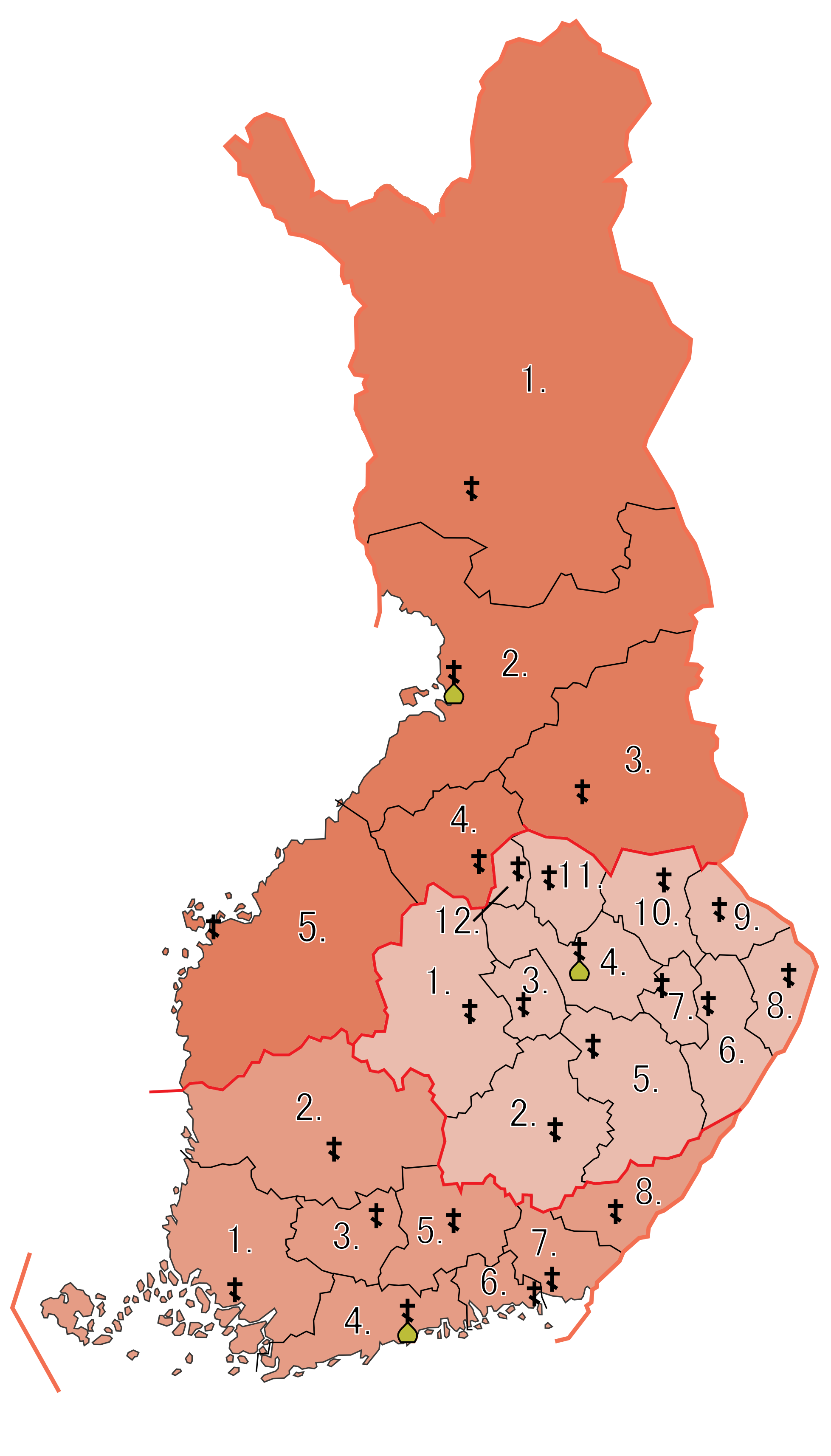
Mapa de las diócesis ortodoxas de Finlandia.

La Iglesia ortodoxa de Finlandia (en finés: Suomen ortodoksinen kirkko, en sueco: Ortodoxa kyrkan i Finland) es un arzobispado autónomo ortodoxo del Patriarcado de Constantinopla. 
Con sus raíces en el trabajo misionero de pobladores de Nóvgorod durante la Edad Media en Carelia, la Iglesia ortodoxa finlandesa era dependiente de la Iglesia ortodoxa rusa hasta 1923. Hoy la Iglesia cuenta con tres diócesis (hiippakunta), con 24 parroquias (seurakunta), 140 sacerdotes y 58.000 miembros, que representan el 1,1% de la población de Finlandia. La parroquia de Helsinki es la que tiene más adeptos. El número de miembros de la Iglesia ha dejado de crecer durante los últimos años. Un convento y un monasterio también forman parte de la Iglesia.

## Estructura y organización
Junto con la Iglesia evangélica luterana de Finlandia, la Iglesia ortodoxa de Finlandia tiene una posición especial en la legislación finlandesa. La iglesia es considerada como una entidad finlandesa de carácter público. La forma externa de la Iglesia está regulada por una ley del Parlamento, mientras que lo espiritual y doctrinal de la Iglesia están legislados por su sínodo central. La Iglesia tiene el derecho de gravar a sus miembros y las empresas propiedad de sus miembros. Anteriormente dependiente de la Iglesia ortodoxa rusa, ha sido un arzobispado ortodoxo autónomo del Patriarcado de Constantinopla desde 1923.
El órgano legislativo central de la Iglesia es el Sínodo Central que está formado por:
- Obispos y obispos coadjutores,
- Once sacerdotes
- Tres cantores
- 18 laicos y mujeres

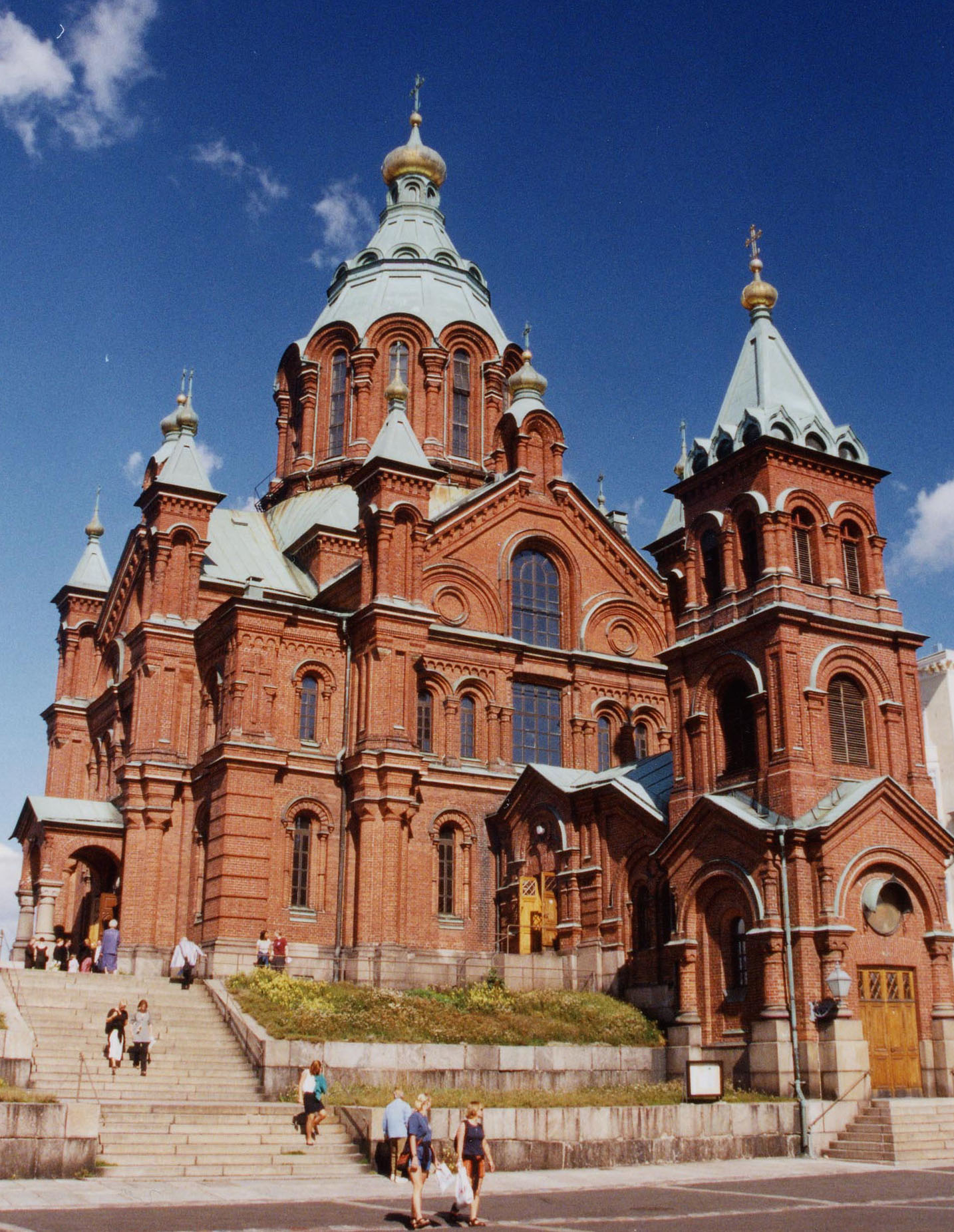
Catedral de Uspenski, Helsinki.

Los sacerdotes y cantores eligen a sus representantes sobre la base diocesana, usando el método de elección por pluralidad. Los representantes de los laicos son elegidos indirectamente. Las nominaciones para los representantes son hechas por las juntas parroquiales, que también eligen a los electores, quienes elegirán los representantes de los laicos en el sínodo central. El sínodo central elige a los obispos y es responsable de la economía y de la doctrina general de la Iglesia.
Los dos órganos ejecutivos de la administración central de la Iglesia son el Sínodo de los Obispos, responsable de los asuntos doctrinales y exteriores de la Iglesia, y el Consejo de Administración de la Iglesia (kirkollishallitus), responsable de la gestión diaria de la Iglesia.
Las parroquias se rigen por el rector y por el consejo parroquial, que es elegido en una elección secreta. Todos los miembros mayores de edad de la parroquia son elegibles para votar y ser elegidos para el consejo parroquial. Los miembros de la parroquia tienen el derecho a no ser elegidos para un cargo de confianza de la parroquia sólo si tienen más de 60 años de edad, o han trabajado al menos ocho años en un cargo de confianza. El consejo elige al consejo de la parroquia, que es responsable de los asuntos cotidianos de la misma.
Financieramente, la Iglesia es independiente del presupuesto del Estado. Las parroquias son financiadas por los impuestos pagados por sus miembros. La administración central se financia con las contribuciones de las parroquias. El sínodo central decide anualmente la cuantía de las contribuciones que las parroquias tienen la obligación de hacer.
La condición especial de la Iglesia ortodoxa es más visible en los procesos administrativos. La iglesia tiene la obligación de cumplir con la ley general de administración y las decisiones de sus órganos pueden ser recurridas ante los tribunales administrativos regionales. No obstante, el tribunal se limita a la revisión de la legalidad formal de la decisión. No puede revocar una decisión eclesiástica sobre la base de su irracionalidad. Las decisiones del sínodo de los obispos y del sínodo central no están sujetas a la supervisión de los tribunales administrativos. En contraste, similares supervisiones jurídicas a comunidades religiosas privadas son perseguidas por los tribunales de distrito. 
La legislación finlandesa protege al sacerdote, obispo, sacerdote o diácono de la Iglesia quienes no pueden divulgar la información que han escuchado en la confesión o en el cuidado espiritual. La identidad del pecador no puede ser revelada para cualquier propósito. Sin embargo, si el sacerdote oye hablar de un crimen que está a punto de ser cometido, es responsable de informar a las autoridades de tal manera que el secreto de la confesión no esté en peligro.
- Datos: Q752470
- Multimedia: Finnish Orthodox Church / Q752470